# Olimpiai ezüstérmes magyar sportolók listája
A következő táblázat névsor szerint sorolja fel azokat a sportolókat, akik az újkori olimpiai játékokon második helyezést értek el 1896., Athén óta.
| Ábécé szerinti tartalomjegyzék                                                                           |
| --- |
| A, Á B C Cs D Dz Dzs E, É F G Gy H I, Í J K L Ly M N Ny O, Ó Ö, Ő P Q R S Sz T Ty U, Ú Ü, Ű V W X Y Z Zs |

## A, Á
| Abay Péter dr.  | 1992, Barcelona | vívás      | kard csapat         |
| Ábrahám Attila  | 1992, Barcelona | kajak-kenu | kajak négyes 1000 m |
| Adrovicz Attila | 1996, Atlanta   | kajak-kenu | kajak négyes 1000 m |
| Antal Márta     | 1964, Tokió     | atlétika   | gerelyhajítás       |
| Aradi Lajos     | 1912, Stockholm | torna      | összetett csapat    |

## B
| Bakó Pál                     | 1972, München     | öttusa        | csapat                  |
| Balázs Erzsébet              | 1948, London      | torna         | összetett csapat        |
| Balczó András                | 1968, Mexikóváros | öttusa        | egyéni                  |
| Balczó András                | 1972, München     | öttusa        | csapat                  |
| Bálint László                | 1972, München     | labdarúgás    |                         |
| Balla József                 | 1976, Montreal    | birkózás      | szabadfogás nehézsúly   |
| Balla József                 | 1980, Moszkva     | birkózás      | szabadfogás nehézsúly   |
| Balogh Beatrix               | 2000, Sydney      | kézilabda     | női torna               |
| Balogh Gábor                 | 2000, Sydney      | öttusa        | egyéni                  |
| Balthazár Lajos dr.          | 1956, Melbourne   | vívás         | párbajtőr csapat        |
| Bárány István dr.            | 1928, Amszterdam  | úszás         | 100 m gyors             |
| Bárdosi Sándor               | 2000, Sydney      | birkózás      | kötöttfogás 85 kg       |
| Barta István                 | 1928, Amszterdam  | vízilabda     |                         |
| Békessy Béla                 | 1912, Stockholm   | vívás         | kard egyéni             |
| Benedek Gábor                | 1952, Helsinki    | öttusa        | egyéni                  |
| Berecz Zsombor               | 2020, Tokió       | vitorlázás    | finn dingi              |
| Berkes József (Bittenbinder) | 1912, Stockholm   | torna         | összetett csapat        |
| Berty László                 | 1924, Párizs      | vívás         | kard csapat             |
| Berzsenyi Ralph dr.          | 1936, Berlin      | sportlövészet | kisöbű sportpuska fekvő |
| Bóbis Ildikó                 | 1968, Mexikóváros | vívás         | tőr csapat              |
| Bóbis Ildikó                 | 1972, München     | vívás         | tőr egyéni              |
| Bóbis Ildikó                 | 1972, München     | vívás         | tőr csapat              |
| Boczkó Gábor                 | 2004, Athén       | vívás         | párbajtőr csapat        |
| Bodnár András dr.            | 1972, München     | vízilabda     |                         |
| Bodó Andrea                  | 1952, Helsinki    | torna         | összetett csapat        |
| Bodó Andrea                  | 1956, Melbourne   | torna         | összetett csapat        |
| Bóta Kinga                   | 2004, Athén       | kajak-kenu    | kajak négyes 500 m      |
| Brandi Jenő                  | 1948, London      | vízilabda     |                         |
| Branikovits László           | 1972, München     | labdarúgás    |                         |
| Bujdosó Imre                 | 1992, Barcelona   | vívás         | kard csapat             |

## Cs
| Csák József          | 1992, Barcelona      | cselgáncs  | 65 kg                    |
| Csapó Géza           | 1976, Montreal       | kajak-kenu | kajak egyes 1000 m       |
| Cseh László          | 2008, Peking         | úszás      | 200 m pillangó           |
| Cseh László          | 2008, Peking         | úszás      | 200 m vegyes             |
| Cseh László          | 2008, Peking         | úszás      | 400 m vegyes             |
| Cseh László          | 2016, Rio de Janeiro | úszás      | 200 m pillangó           |
| Csermely József      | 1968, Mexikóváros    | evezés     | kormányos nélküli négyes |
| Cservenyák Tibor     | 1972, München        | vízilabda  |                          |
| Csipes Ferenc        | 1992, Barcelona      | kajak-kenu | kajak négyes 1000 m      |
| Csipes Ferenc        | 1996, Atlanta        | kajak-kenu | kajak négyes 1000 m      |
| Csipes Tamara        | 2020, Tokió          | kajak-kenu | Női kajak egyes 500 m    |
| Csipes Tamara        | 2024, Párizs         | kajak-kenu | kajak kettes 500 m       |
| Csollány Szilveszter | 1996, Atlanta        | torna      | gyűrű                    |
| Csuvik Oszkár        | 1948, London         | vízilabda  |                          |

## D
| Dáni Nándor   | 1896, Athén       | atlétika   | 800 m síkfutás      |
| Deli Rita     | 2000, Sydney      | kézilabda  | női torna           |
| Deme József   | 1972, München     | kajak-kenu | kajak kettes 1000 m |
| Dömölky Lídia | 1960, Róma        | vívás      | tőr csapat          |
| Dömölky Lídia | 1968, Mexikóváros | vívás      | tőr csapat          |
| Dunai Antal   | 1972, München     | labdarúgás |                     |
| Dunai Ede     | 1972, München     | labdarúgás |                     |

## E, É
| Egerszegi Krisztina | 1988, Szöul     | úszás | 100 m hát        |
| Elek Ilona          | 1952, Helsinki  | vívás | tőr egyéni       |
| Erdődy Imre         | 1912, Stockholm | torna | összetett csapat |

## F
| Fábián Dezső  | 1948, London      | vízilabda  |                     |
| Faragó Tamás  | 1972, München     | vízilabda  |                     |
| Farkas Ágnes  | 2000, Sydney      | kézilabda  | női torna           |
| Farkas Andrea | 2000, Sydney      | kézilabda  | női torna           |
| Fehér Anna    | 1948, London      | torna      | összetett csapat    |
| Fidel László  | 1992, Barcelona   | kajak-kenu | kajak négyes 1000 m |
| Fodor Zoltán  | 2008, Peking      | birkózás   | kötöttfogás 84 kg   |
| Fóti Samu     | 1912, Stockholm   | torna      | összetett csapat    |
| Földi Imre    | 1964, Tokió       | súlyemelés | légsúly             |
| Földi Imre    | 1968, Mexikóváros | súlyemelés | légsúly             |

## G
| Garay János      | 1924, Párizs      | vívás      | kard csapat         |
| Gazsó Alida Dóra | 2024, Párizs      | kajak-kenu | kajak kettes 500 m  |
| Géczi Erika      | 1988, Szöul       | kajak-kenu | kajak négyes 500 m  |
| Géczi István     | 1972, München     | labdarúgás |                     |
| Gellért Imre     | 1912, Stockholm   | torna      | összetett csapat    |
| Gémesi Csanád    | 2024, Tokió       | vívás      | kard csapat         |
| Gerevich Aladár  | 1952, Helsinki    | vívás      | kard egyéni         |
| Giczy Csaba      | 1968, Mexikóváros | kajak-kenu | kajak kettes 1000 m |
| Görgényi István  | 1972, München     | vízilabda  |                     |
| Gulácsy Mária    | 1968, Mexikóváros | vívás      | tőr csapat          |
| Güttler Károly   | 1988, Szöul       | úszás      | 100 m mell          |
| Güttler Károly   | 1996, Atlanta     | úszás      | 200 m mell          |

## GY
| Gyarmati Andrea | 1972, München   | úszás      | 100 m hát           |
| Gyarmati Dezső  | 1948, London    | vízilabda  |                     |
| Győrfi Endre    | 1948, London    | vízilabda  |                     |
| Gyulay Zsolt    | 1992, Barcelona | kajak-kenu | kajak egyes 500 m   |
| Gyulay Zsolt    | 1992, Barcelona | kajak-kenu | kajak négyes 1000 m |
| Gyurta Dániel   | 2004, Athén     | úszás      | 200 m mell          |

## H
| Haberfeld Győző  | 1912, Stockholm      | torna         | összetett csapat       |
| Hajós Alfréd     | 1924, Párizs         | művészet      | építészet              |
| Hajtós Bertalan  | 1992, Barcelona      | cselgáncs     | 71 kg                  |
| Halassy Olivér   | 1928, Amszterdam     | vízilabda     |                        |
| Halász Bence     | 2024, Párizs         | atlétika      | kalapácsvetés          |
| Halmay Zoltán    | 1900, Párizs         | úszás         | 200 m gyors            |
| Halmay Zoltán    | 1900, Párizs         | úszás         | 4000 m gyors           |
| Halmay Zoltán    | 1908, London         | úszás         | 100 m gyors            |
| Halmay Zoltán    | 1908, London         | úszás         | 4 × 200 m gyors        |
| Hammerl László   | 1968, Mexikóváros    | sportlövészet | kisöbűsportpuska fekvő |
| Hatlaczky Ferenc | 1956, Melbourne      | kajak-kenu    | kajak egyes 10 000 m   |
| Hegedűs Ferenc   | 1992, Barcelona      | vívás         | párbajtőr csapat       |
| Hellmich Ottó    | 1912, Stockholm      | torna         | összetett csapat       |
| Herczeg István   | 1912, Stockholm      | torna         | összetett csapat       |
| Hernek István    | 1956, Melbourne      | kajak-kenu    | kenu egyes 1000 m      |
| Hesz Mihály      | 1964, Tokió          | kajak-kenu    | kajak egyes 1000 m     |
| Holop Miklós     | 1948, London         | vízilabda     |                        |
| Homonnai Márton  | 1928, Amszterdam     | vízilabda     |                        |
| Horváth Gábor    | 1996, Atlanta        | kajak-kenu    | kajak négyes 1000 m    |
| Horváth László   | 1980, Moszkva        | öttusa        | csapat                 |
| Horváth Zoltán   | 1960, Róma           | vívás         | kard egyéni            |
| Hosszú Katinka   | 2016, Rio de Janeiro | úszás         | 200 m hát              |

## I, Í
| Imre Géza    | 2004, Athén          | vívás     | párbajtőr, csapat |
| Imre Géza    | 2016, Rio de Janeiro | vívás     | párbajtőr, egyéni |
| Ivády Sándor | 1928, Amszterdam     | vízilabda |                   |

## J
| Jacsó József   | 1988, Szöul   | súlyemelés | 110 kg              |
| Janics Natasa  | 2008, Peking  | kajak-kenu | kajak négyes 500 m  |
| Janics Natasa  | 2012, London  | kajak-kenu | kajak kettes 500 m  |
| Jeney László   | 1948, London  | vízilabda  |                     |
| Joós István    | 1980, Moszkva | kajak-kenu | kajak kettes 1000 m |
| Juhász Katalin | 1960, Róma    | vívás      | tőr csapat          |
| Juhász Péter   | 1972, München | labdarúgás |                     |

## K
| Kádas Géza         | 1948, London      | úszás         | 4 × 200 m gyors        |
| Kajdi János        | 1972, München     | ökölvívás     | váltósúly              |
| Kamuti Jenő dr.    | 1968, Mexikóváros | vívás         | tőr egyéni             |
| Kamuti Jenő dr.    | 1972, München     | vívás         | tőr egyéni             |
| Kammerer Zoltán    | 2012, London      | kajak-kenu    | kajak négyes 1000 m    |
| Kántor Anikó       | 2000, Sydney      | kézilabda     | női torna              |
| Karcsics Irén      | 1948, London      | torna         | összetett csapat       |
| Karcsics Irén      | 1952, Helsinki    | torna         | összetett csapat       |
| Kárpáti Károly     | 1932, Los Angeles | birkózás      | szabadfogás könnyűsúly |
| Kásás Zoltán       | 1972, München     | vízilabda     |                        |
| Kékessy Andrea     | 1948, St. Moritz  | műkorcsolya   | páros                  |
| Keleti Ágnes       | 1952, Helsinki    | torna         | összetett csapat       |
| Keleti Ágnes       | 1956, Melbourne   | torna         | összetett egyéni       |
| Keleti Ágnes       | 1956, Melbourne   | torna         | összetett csapat       |
| Kemecsey Imre      | 1960, Róma        | kajak-kenu    | kajak 4 × 500 m váltó  |
| Keresztes Lajos    | 1924, Párizs      | birkózás      | kötöttfogás könnyűsúly |
| Keresztessy József | 1912, Stockholm   | torna         | összetett csapat       |
| Kertész Alíz       | 1956, Melbourne   | torna         | összetett csapat       |
| Keserű Alajos      | 1928, Amszterdam  | vízilabda     |                        |
| Keserű Ferenc dr.  | 1928, München     | vízilabda     |                        |
| Király Ede         | 1948, St. Moritz  | műkorcsolya   | páros                  |
| Kiss Antal         | 1968, Mexikóváros | atlétika      | 50 km gyaloglás        |
| Kiss Géza          | 1904, St. Louis   | úszás         | 1 mérföld gyors        |
| Kocsis Lajos       | 1972, München     | labdarúgás    |                        |
| Kolczonay Ernő     | 1980, Moszkva     | vívás         | párbajtőr egyéni       |
| Kolczonay Ernő     | 1992, Barcelona   | vívás         | párbajtőr csapat       |
| Komáromi Tibor     | 1988, Szöul       | birkózás      | kötöttfogás 82 kg      |
| Konrád Ferenc dr.  | 1972, München     | vízilabda     |                        |
| Korondi Margit     | 1952, Helsinki    | torna         | összetett csapat       |
| Korondi Margit     | 1956, Melbourne   | torna         | összetett csapat       |
| Kovács Iván        | 1992, Barcelona   | vívás         | párbajtőr csapat       |
| Kovács Iván        | 2004, Athén       | vívás         | párbajtőr csapat       |
| Kovács József      | 1956, Melbourne   | atlétika      | 10 000 m síkfutás      |
| Kovács József      | 1972, München     | labdarúgás    |                        |
| Kovács Katalin     | 2000, Sydney      | kajak-kenu    | kajak kettes 500 m     |
| Kovács Katalin     | 2000, Sydney      | kajak-kenu    | kajak négyes 500 m     |
| Kovács Katalin     | 2004, Athén       | kajak-kenu    | kajak négyes 500 m     |
| Kovács Katalin     | 2008, Peking      | kajak-kenu    | kajak négyes 500 m     |
| Kovács Katalin     | 2012, London      | kajak-kenu    | kajak kettes 500 m     |
| Kozák Danuta       | 2008, Peking      | kajak-kenu    | kajak négyes 500 m     |
| Kozma Mihály       | 1972, München     | labdarúgás    |                        |
| Kőbán Rita         | 1988, Szöul       | kajak-kenu    | kajak négyes 500 m     |
| Kőbán Rita         | 1992, Barcelona   | kajak-kenu    | kajak egyes 500 m      |
| Kőbán Rita         | 2000, Sydney      | kajak-kenu    | kajak négyes 500 m     |
| Kökény Beatrix     | 2000, Sydney      | kézilabda     | női torna              |
| Kőszegi György     | 1976, Montreal    | súlyemelés    | 52 kg                  |
| Köteles Erzsébet   | 1948, London      | torna         | összetett csapat       |
| Köteles Erzsébet   | 1952, Helsinki    | torna         | összetett csapat       |
| Köteles Erzsébet   | 1956, Melbourne   | torna         | összetett csapat       |
| Kővágó Zoltán      | 2004, Athén       | atlétika      | diszkoszvetés          |
| Köves Csaba        | 1992, Barcelona   | vívás         | kard csapat            |
| Köves Csaba        | 1996, Atlanta     | vívás         | kard csapat            |
| Kövi Mária         | 1948, London      | torna         | összetett csapat       |
| Krizmanich János   | 1912, Stockholm   | torna         | összetett csapat       |
| Krutzler Eszter    | 2004, Athén       | súlyemelés    | 69 kg                  |
| Kulcsár Anita      | 2000, Sydney      | kézilabda     | női torna              |
| Kulcsár Gergely    | 1964, Tokió       | atlétika      | gerelyhajítás          |
| Kulifai Tamás      | 2012, London      | kajak-kenu    | kajak négyes 1000 m    |
| Kulcsár Krisztián  | 1992, Barcelona   | vívás         | párbajtőr csapat       |
| Kulcsár Krisztián  | 2004, Athén       | vívás         | párbajtőr csapat       |
| Kun Szilárd        | 1952, Helsinki    | sportlövészet | gyorstüzelő pisztoly   |
| Kű Lajos           | 1972, München     | labdarúgás    |                        |

## L
| Las Torres Béla | 1908, London | úszás     | 4 × 200 m gyors   |
| Lauber Dezső    | 1924, Párizs | művészet  | építészet         |
| Lemhényi Dezső  | 1948, London | vízilabda |                   |
| Lőrincz Tamás   | 2012, London | birkózás  | kötöttfogás 66 kg |
| Lőrincz Viktor  | 2020, Tokió  | birkózás  | kötöttfogás 87 kg |
| Lőwy Dóra       | 2000, Sydney | kézilabda | női torna         |

## M
| Magas István           | 1972, München     | vízilabda  |                          |
| Makray Katalin         | 1964, Tokió       | torna      | felemás korlát           |
| Manno Miltiades        | 1932, Los Angeles | művészet   | szobrászat               |
| Maracskó Tibor         | 1980, Moszkva     | öttusa     | csapat                   |
| Márkus Erzsébet        | 2000, Sydney      | súlyemelés | 69 kg                    |
| Maros Magda            | 1980, Moszkva     | vívás      | tőr egyéni               |
| Marosi József          | 1956, Melbourne   | vívás      | párbajtőr csapat         |
| Marosi Paula           | 1968, Mexikóváros | vívás      | tőr csapat               |
| Marót Péter            | 1972, München     | vívás      | kard egyéni              |
| Marvalics Györgyi      | 1960, Róma        | vívás      | tőr csapat               |
| Melis Antal            | 1968, Mexikóváros | evezés     | kormányos nélküli négyes |
| Melis Zoltán           | 1968, Mexikóváros | evezés     | kormányos nélküli négyes |
| Mészáros Erika         | 1988, Szöul       | kajak-kenu | kajak négyes 500 m       |
| Mészáros György        | 1960, Róma        | kajak-kenu | kajak kettes 1000 m      |
| Mészáros György        | 1960, Róma        | kajak-kenu | kajak 4 × 500 m váltó    |
| Messzi István          | 1988, Szöul       | súlyemelés | 82,5 kg                  |
| Milák Kristóf          | 2020, Tokió       | úszás      | 100 m pillangó           |
| Milák Kristóf          | 2024, Párizs      | úszás      | 200 m pillangó           |
| Mitró György           | 1948, London      | úszás      | 4 × 200 m gyors          |
| Mizsér Attila          | 1992, Barcelona   | öttusa     | egyéni                   |
| Mogyorósi-Klencs János | 1948, London      | torna      | műszabadgyakorlat        |
| Molnár Endre           | 1972, München     | vízilabda  |                          |
| Munk József            | 1908, London      | úszás      | 4 × 200 m gyors          |

## N, NY
| Nádas Bence       | 2024, Párizs    | kajak-kenu | kajak kettes 500 m  |
| Nagy Ambrus       | 1956, Melbourne | vívás      | párbajtőr csapat    |
| Nagy Anikó        | 2000, Sydney    | kézilabda  | női torna           |
| Nagy Imre         | 1960, Róma      | öttusa     | egyéni              |
| Nagy Margit       | 1948, London    | torna      | összetett csapat    |
| Navarrete József  | 1996, Atlanta   | vívás      | kard csapat         |
| Nébald György dr. | 1992, Barcelona | vívás      | kard csapat         |
| Nemcsik Zsolt     | 2004, Athén     | vívás      | kard egyéni         |
| Novák Éva         | 1952, Helsinki  | úszás      | 400 m gyors         |
| Novák Éva         | 1952, Helsinki  | úszás      | 200 m mell          |
| Novák Gábor       | 1952, Helsinki  | kajak-kenu | kenu egyes 10 000 m |
| Nyári Magda       | 1960, Róma      | vívás      | tőr csapat          |
| Nyéki Imre        | 1948, London    | úszás      | 4 × 200 m gyors     |

## O, Ö
| Ónodi Henrietta | 1992, Barcelona | torna     | talaj      |
| Orbán László    | 1972, München   | ökölvívás | könnyüsúly |

## P
| Pádár Ildikó        | 2000, Sydney      | kézilabda  | női torna                |
| Pálinger Katalin    | 2000, Sydney      | kézilabda  | női torna                |
| Páncsics Miklós     | 1972, München     | labdarúgás |                          |
| Papp László         | 1928, Amszterdam  | birkózás   | kötöttfogás kisközépsúly |
| Parti János         | 1952, Helsinki    | kajak-kenu | kenu egyes 1000 m        |
| Parti János         | 1956, Melbourne   | kajak-kenu | kenu egyes 10 000 m      |
| Pászti Elemér       | 1912, Stockholm   | torna      | összetett csapat         |
| Pauman Dániel       | 2012, London      | kajak-kenu | kajak négyes 1000 m      |
| Pédery Árpád        | 1912, Stockholm   | torna      | összetett csapat         |
| Pelle István        | 1932, Los Angeles | torna      | összetett egyéni         |
| Pelle István        | 1932, Los Angeles | torna      | korlát                   |
| Petrikovics Gyula   | 1968, Mexikóváros | kajak-kenu | kenu kettes 1000 m       |
| Petschauer Attila   | 1928, Amszterdam  | vívás      | kard egyéni              |
| Pfeffer Anna        | 1968, Mexikóváros | kajak-kenu | kajak kettes 500 m       |
| Pfeffer Anna        | 1976, Montreal    | kajak-kenu | kajak kettes 500 m       |
| Pigniczki Krisztina | 2000, Sydney      | kézilabda  | női torna                |
| Pócsik Dénes        | 1972, München     | vízilabda  |                          |
| Pók Pál             | 1948, London      | vízilabda  |                          |
| Polyák Imre         | 1952, Helsinki    | birkózás   | kötöttfogás pehelysúly   |
| Polyák Imre         | 1956, Melbourne   | birkózás   | kötöttfogás pehelysúly   |
| Polyák Imre         | 1960, Róma        | birkózás   | kötöttfogás pehelysúly   |
| Pósta Sándor        | 1924, Párizs      | vívás      | kard csapat              |

## R
| Rabb Krisztián    | 2024, Tokió       | vívás      | kard csapat         |
| Rácz Lajos        | 1980, Moszkva     | birkózás   | kötöttfogás légsúly |
| Radulovics Bojana | 2000, Sydney      | kézilabda  | női torna           |
| Rády József       | 1924, Párizs      | vívás      | kard csapat         |
| Rajna András      | 1996, Atlanta     | kajak-kenu | kajak négyes 1000 m |
| Rajnai Klára      | 1976, Montreal    | kajak-kenu | kajak kettes 500 m  |
| Rakusz Éva        | 1988, Szöul       | kajak-kenu | kajak négyes 500 m  |
| Rasovszky Kristóf | 2020, Tokió       | úszás      | 10 km nyílt vízi    |
| Rátkai János      | 1972, München     | kajak-kenu | kajak kettes 1000 m |
| Rejtő Ildikó      | 1960, Róma        | vívás      | tőr csapat          |
| Rejtő Ildikó      | 1968, Mexikóváros | vívás      | tőr csapat          |
| Rejtő Ildikó      | 1972, München     | vívás      | tőr csapat          |
| Rittich Jenő      | 1912, Stockholm   | torna      | összetett csapat    |
| Rothermel Ádám    | 1972, München     | labdarúgás |                     |
| Rózsa Norbert     | 1992, Barcelona   | úszás      | 100 m mell          |
| Rózsa Norbert     | 1992, Barcelona   | úszás      | 200 m mell          |
| Rozsnyói Katalin  | 1968, Mexikóváros | kajak-kenu | kajak kettes 500 m  |
| Rozsnyói Sándor   | 1956, Melbourne   | atlétika   | 3000 m akadályfutás |

## S
| Sákovics József | 1956, Melbourne   | vívás     | párbajtőr csapat         |
| Sarlós György   | 1968, Mexikóváros | evezés    | kormányos nélküli négyes |
| Sárosi László   | 1972, München     | vízilabda |                          |
| Schenker Zoltán | 1924, Párizs      | vívás     | kard csapat              |
| Siklósi Gergely | 2020, Tokió       | vívás     | párbajtőr egyéni         |
| Simics Judit    | 2000, Sydney      | kézilabda | női torna                |
| Siti Beáta      | 2000, Sydney      | kézilabda | női torna                |
| Somfay Elemér   | 1924, Párizs      | atlétika  | ötpróba                  |
| Somodi István   | 1908, London      | atlétika  | magasugrás               |

## Sz
| Szabó Bence        | 1992, Barcelona  | vívás      | kard csapat           |
| Szabó Bence        | 1996, Atlanta    | vívás      | kard csapat           |
| Szabó Gabriella    | 2008, Peking     | kajak-kenu | kajak négyes 500 m    |
| Szabó István       | 1980, Moszkva    | kajak-kenu | kajak kettes 1000 m   |
| Szabó Szilvia      | 2000, Sydney     | kajak-kenu | kajak kettes 500 m    |
| Szabó Szilvia      | 2000, Sydney     | kajak-kenu | kajak négyes 500 m    |
| Szabó Szilvia      | 2004, Athén      | kajak-kenu | kajak négyes 500 m    |
| Szabó Tünde        | 1992, Barcelona  | úszás      | 100 m hát             |
| Szathmáry Elemér   | 1948, London     | úszás      | 4 × 200 m gyorsváltó  |
| Szatmári András    | 2024, Tokió      | vívás      | kard csapat           |
| Szente András      | 1960, Róma       | kajak-kenu | kajak kettes 1000 m   |
| Szente András      | 1960, Róma       | kajak-kenu | kajak 4 × 500 m váltó |
| Szepes Béla        | 1928, Amszterdam | atlétika   | gerelyhajítás         |
| Széchy László      | 1924, Párizs     | vívás      | kard csapat           |
| Székely Éva        | 1956, Melbourne  | úszás      | 200 m mell            |
| Szilágyi Áron      | 2024, Tokió      | vívás      | kard csapat           |
| Szilvásy Miklós    | 1948, London     | birkózás   | kötöttfogás váltósúly |
| Szittya Károly     | 1948, London     | vízilabda  |                       |
| Szívós István      | 1948, London     | vízilabda  |                       |
| ifj. Szívós István | 1972, München    | vízilabda  |                       |
| Szolnoki Mária     | 1972, München    | vívás      | tőr csapat            |
| Szombathelyi Tamás | 1980, Moszkva    | öttusa     | egyéni                |
| Szombathelyi Tamás | 1980, Moszkva    | öttusa     | csapat                |
| Szöllősi Imre      | 1960, Róma       | kajak-kenu | kajak egyes 1000 m    |
| Szöllősi Imre      | 1960, Róma       | kajak-kenu | kajak 4 × 500 m váltó |
| Sztanity Zoltán    | 1976, Montreal   | kajak-kenu | kenu egyes 500 m      |
| Szűcs Lajos        | 1972, München    | labdarúgás |                       |
| Szűcs Lajos        | 1972, München    | súlyemelés | lepkesúly             |
| Szűts Ferenc       | 1912, Stockholm  | torna      | összetett csapat      |

## T
| Tass Olga          | 1948, London      | torna      | összetett csapat       |
| Tass Olga          | 1952, Helsinki    | torna      | összetett csapat       |
| Tass Olga          | 1956, Melbourne   | torna      | összetett csapat       |
| Tersztyánszky Ödön | 1924, Párizs      | vívás      | kard csapat            |
| Téry Ödön          | 1912, Stockholm   | torna      | összetett csapat       |
| Tímár István       | 1968, Mexikóváros | kajak-kenu | kajak kettes 1000 m    |
| Tordasi Ildikó     | 1972, München     | vívás      | tőr csapat             |
| Tóth Dávid         | 2012, London      | kajak-kenu | kajak négyes 1000 m    |
| Tóth Géza          | 1964, Tokió       | súlyemelés | középsúly              |
| Tóth István        | 1980, Moszkva     | birkózás   | kötöttfogás pehelysúly |
| Tóth Kálmán        | 1972, München     | labdarúgás |                        |
| Tótka Sándor       | 2024, Párizs      | kajak-kenu | kajak kettes 500 m     |
| Totola Gábor       | 1992, Barcelona   | vívás      | párbajtőr csapat       |
| Tuli Géza Titusz   | 1912, Stockholm   | torna      | összetett csapat       |

## U, Ü
| Uhlyárik Jenő  | 1924, Párizs | vívás     | kard csapat |
| Ungvári Miklós | 2012, London | cselgáncs | 66 kg       |

## V
| Várady Béla       | 1972, München    | labdarúgás |                    |
| Varga Ádám        | 2020, Tokió      | kajak-kenu | kajak egyes 1000 m |
| Vásárhelyi Edit   | 1948, London     | torna      | összetett csapat   |
| Vásárhelyi Edit   | 1952, Helsinki   | torna      | összetett csapat   |
| Vépi Péter        | 1972, München    | labdarúgás |                    |
| Vermes Albán      | 1980, Moszkva    | úszás      | 200 m mell         |
| Verrasztó Zoltán  | 1980, Moszkva    | úszás      | 200 m hát          |
| Vértesy József    | 1928, Amszterdam | vízilabda  |                    |
| Vidáts Csaba      | 1972, München    | labdarúgás |                    |
| Villányi Zsigmond | 1972, München    | öttusa     | csapat             |
| Viski Erzsébet    | 2000, Sydney     | kajak-kenu | kajak négyes 500 m |
| Viski Erzsébet    | 2004, Athén      | kajak-kenu | kajak négyes 500 m |

## W
| Wichmann Tamás | 1968, Mexikóváros | kajak-kenu | kenu kettes 1000 m |
| Wichmann Tamás | 1972, München     | kajak-kenu | kenu egyes 1000 m  |

## Z
| Zachár Imre    | 1908, London      | úszás    | 4 × 200 m gyors     |
| Zulawszky Béla | 1908, London      | vívás    | kard egyéni         |
| Zombori Ödön   | 1932, Los Angeles | birkózás | szabadfogás légsúly |

## ZS
| Zsivótzky Gyula | 1960, Róma  | atlétika | kalapácsvetés |
| Zsivótzky Gyula | 1964, Tokió | atlétika | kalapácsvetés |